# تلمبه جهاد یک
تلمبه جهاد یک یک منطقهٔ مسکونی در ایران است که در دهستان دشتاب واقع شده‌است. تلمبه جهاد یک ۳۸ نفر جمعیت دارد.